# WHL0137-LS
WHL0137-LS,  cunoscută și sub denumirea de Earendel („Steaua dimineții” în engleza veche), descoperită în 2022, este cea mai îndepărtată stea observată până în prezent. Earendel se află într-o galaxie numită GN-z11.

## Observare
Descoperirea lui Earendel de către telescopul spațial Hubble a fost raportată la 30 martie 2022. Steaua a fost găsită datorită lentilei gravitaționale a unui grup de galaxii din față, care a amplificat lumina de la stea. Simulările computerizate ale efectului de lentilă sugerează că luminozitatea lui Earendel a fost mărită între o mie și patruzeci de mii de ori.
Steaua a fost supranumită Earendel de către descoperitori, derivat din numele vechi englezesc pentru „Steaua dimineții”. Eärendil este și numele unui personaj din romanul Silmarillion de J. R. R. Tolkien care a călătorit prin cer cu o bijuterie strălucitoare care părea strălucitoare ca o stea. Astronomul de la NASA Michelle Thaller a confirmat că referirea la Tolkien a fost intenționată.
Au fost propuse observații suplimentare pentru Hubble pentru a constrânge mai bine proprietățile stelei. Telescopul spațial James Webb va efectua și alte observații ale stelei. Sensibilitatea mai mare a telescopului va analiza spectrele stelare ale lui Earendel și va determina cu siguranță dacă a fost de fapt o singură stea. Analiza spectrului ar dezvălui prezența unor elemente mai grele decât hidrogenul și heliul, dacă există.

## Proprietăți fizice
Lumina detectată de la Earendel a fost emisă la 900 de milioane de ani după Big Bang. Steaua are o deplasare spre roșu de 6,2±0,1, ceea ce înseamnă că lumina de la Earendel a ajuns pe Pământ 12,9 miliarde de ani mai târziu. Cu toate acestea, din cauza expansiunii universului, poziția observată a stelei este acum la 28 de miliarde de ani-lumină distanță. Steaua care deținea anterior recordul de depărtare este MACS J1149 Lensed Star 1, care are o deplasare spre roșu de 1,49.
Este probabil ca Earendel să aibă între 50 și 100 de mase solare. Datorită masei sale mari, este posibil ca steaua să explodeze ca supernova la doar câteva milioane de ani după formare. Are o temperatură efectivă la suprafeță de aproximativ 20.000 K (20.000 °C; 36.000 °F). Earendel este posibil o stea de populație a III-a, ceea ce înseamnă că nu conține aproape nici un element în afară de hidrogen și heliu primordial.